# Lista över ordensarkivarier vid Kungl. Maj:ts Orden
Detta är en lista över Kungl. Maj:ts Ordens arkivarieer. Ämbetet upphörde 31 december 1974.

## Ordensarkivarier
- 1748–1762: Joh. G. von Seth
- 1762–1766: Carl Albin Rosenadler
- 1766–1767: Christer Manderström
- 1767–1776: T. L. Klinkovström
- 1776–1782: Gustaf von Carlsson
- 1782–1789: Christer Bogilaus Zibet
- 1789–1794: Carl Lagerbring
- 1794–1800: Abraham Niclas Edelcrants
- 1800–1806: Carl Hederstjierna
- 1806–1809: Gustaf af Westterstedt
- 1809–1815: Carl Aron Ehrengranat
- 1815–1818: Julius Lagerheim
- 1818–1825: David von Schultzenheim
- 1825–1832: Elias Lagerheim
- 1832–1839: Albrecht Elof Ihre
- 1840–1841: C. R. L. Manderström
- 1841–1853: A. G. Fritz Piper
- 1853–1859: Carl Albert Ehrensvärd
- 1859–1861: Carl Fredrik Herman Palmstierna
- 1886–1889: August Louis Fersen Gyldenstolpe
- 1889–1894: Thomas Carl von Rosen
- 1894–1909: Carl Otto Blomstedt
- 1909–1919: Reinhold Rudbeck
- 1920–1948: Jean-Jacques De Geer
- 1948–1951: Thomas Adlercreutz
- 1951–1974: Gunnar Scheffer
- 2024–: Mats Hemström